# Salsola arbuscula
Espèce
Synonymes
La Salsola arbuscula est une soude appartenant à la famille des Amaranthaceae.